# 富王大飯店
富王大飯店坐落於台中西屯區之老字號飯店，除了座落地點為台中市重要交通樞紐地帶，毗鄰新光三越百貨商圈、臺中國家歌劇院、秋紅谷、市政府、愛買、臺中市第七期市地重劃區及許多文化空間、獨立書店等，為台中市最現代化的重要社經中心地段。自1985年開幕至今，歷經SARS、921大地震風暴歷久不衰。

## 歷史

###### 官方網站顯示中國台灣
2018年8月，臺北市西華飯店、永安棧酒店、福君海悅酒店、臺中市富王大飯店、高雄市漢華酒店被媒體報導，其官方網站簡體版本中，飯店位置顯示為中國台灣，引起許多民眾不滿。
對此，台北西華飯店與永安棧酒店表示，由於官網是委外第三方技術廠商製作，目前已將錯誤的部分撤除，並緊急聯繫委外廠商要求調整相關資訊。而其他被點名的飯店，目前官網中也已經把簡體版網頁拿掉，現在已經看不到頁面出現「中國台灣」的字眼。

## 飯店特色

###### 貫通石
民間認為貫通石具高能量，能有趨吉避邪和助孕生男效果，草埔隧道貫通工程結束後，全台已無隧道貫通計畫，貫通石遂成稀有之物。目前富王飯店仍保有一顆，因為據說摸了就能生兒子，所以受到新人和夫妻的喜愛。

###### 白鷺鷥雕像
1999年票選出白鷺鷥為台中市市鳥，因此當時富王大飯店聘請知名設計師朱魯青製作三隻白鷺鷥大型雕塑作品，贈送台中市作為精神指標。製作完成後展覽於台中市文化中心作為城市景點。但後來台中文化中心改建，白鷺鷥雕像重回富王飯店入口處。

###### 636藝文中心
民歌餐廳曾在台灣紅極一時，當時常有鋼琴師承租636廳，作為鋼琴餐廳（Piano Bar），但因為生意太好被同業頻頻檢舉，不堪其擾而暫停演出。現的636廳作為中型會議廳，室內陳設仍保有當時的時代感，也常作為藝文活動之用。

## 外部連結
- 富王大飯店 臺灣旅宿網 （页面存档备份，存于）